# Club Deportivo Utrillas
El Club Deportivo Utrillas es un club de fútbol español de la villa turolense de Utrillas, en las Cuencas Mineras de Aragón. Fue fundado en 1958, y actualmente compite en la Tercera Federación (Grupo XVII).

## Historia
El Club Deportivo Utrillas se fundó en el año 1955 originalmente bajo el nombre de Club de Fútbol Utrillas. Hasta los años ochenta compitió en las categorías regionales de Aragón, hasta que hizo su debut en una categoría nacional debutando en la Tercera División de España en la temporada 1980-81, en la que permaneció durante cuatro temporadas. Una vez perdida la categoría, la volvió a recuperar en 1987, y más tarde en 1994. Posteriormente, competiría en Regional Preferente y Primera Regional, hasta el ascenso a Tercera Federación más reciente, en 2022.
El 2 de diciembre de 2021 entró en la historia de la competición al disputar la primera ronda de la Copa del Rey contra el Valencia Club de Fútbol en Utrillas a partido único, que finalmente perdió el equipo minero por cero a tres, pero en el que se vivió una gran noche de fútbol para la localidad.

## Estadio
El Utrillas juega en el estadio de La Vega de la localidad, con un terreno de juego de superficie sintética o césped artificial, y que tiene capacidad para acoger alrededor de dos mil quinientos espectadores.

## Uniforme
- Uniforme titular: Camiseta, pantalón y medias blancas.
- Uniforme alternativo: Camiseta, pantalón y medias naranjas.

## Datos del club
- Temporadas en Tercera División / Tercera Federación: 14.
- Mejor puesto en Tercera División / Tercera Federación: 8.º (temporadas 1981-82 y 1989-90).
- Peor puesto en Tercera División / Tercera Federación: 20.º (temporadas 1991-92 y 1996-97).
- Participaciones en la Copa del Rey: 1.
- Mejor puesto en Copa del Rey: 1.ª ronda (en la 2021-22).

## Palmarés

### Campeonatos regionales
- Regional Preferente de Aragón (2): 1993-94 (Grupo 2), 2021-22 (Grupo 3).
- Subcampeón de la Regional Preferente de Aragón (3): 1986-87 (Grupo único), 1992-93 (Grupo 2), 2020-21 (Grupo 4).
- Subcampeón de la Primera Regional de Aragón (3): 1998-99 (Grupo 4), 2005-06 (Grupo 4), 2009-10 (Grupo 4).